# Década de 570
Séculos: (Século V - Século VI - Século VII)
Décadas: 520 530 540 550 560 - 570 - 580 590 600 610 620
Anos: 570 - 571 - 572 - 573 - 574 - 575 - 576 - 577 - 578 - 579